# Paracyatholaimus botosaneanui
Paracyatholaimus botosaneanui is een rondwormensoort uit de familie van de Cyatholaimidae. De wetenschappelijke naam van de soort is voor het eerst geldig gepubliceerd in 1973 door Andrássy.